# Termodynamikkens 3. lov
Termodynamikkens 3. lov drejer sig om det absolutte nulpunkt. Efterhånden som temperaturen i et system nærmer sig det absolutte nulpunkt, nærmer entropien i systemet sig en konstant. Det betyder, at entropien i systemet ved det absolutte nulpunkt har en veldefineret størrelse. Det skyldes, at et system ved det absolutte nulpunkt eksisterer i dets grundtilstand, og at entropien alene bestemmes af, hvor langt systemet er fjernet fra grundtilstanden.
Hvis der kun er en grundtilstand (dvs. grundtilstanden ikke er degenereret, f.eks. i krystalgitre), bliver entropien nul i grundtilstanden. Entropien defineres som {\displaystyle S=k\ln \Omega }, hvor S er entropien, k er Boltzmanns konstant, og {\displaystyle \Omega } er antallet af forskellige tilstande med den givne energi. Da {\displaystyle \Omega =1} for en ikke-degenereret grundtilstand, fås {\displaystyle S=0}.
Alle processer standser, når temperaturen nærmer sig nul. Eller sagt med jævne ord:
"Man kan ikke nå det absolutte nulpunkt."
Som argumentation for, at man ikke kan opnå det absolutte nulpunkt, kan man blandt andet benytte sig af Heisenbergs usikkerhedsprincip.